# SQL Server Express
Microsoft SQL Server Express は Microsoft SQL Server の無償で提供されているエディションである。

## 特徴
SQL Server Express は、製品版である SQL Server に幾つかの機能・リソース制限が施された無償エディションである。データベースエンジンなどの基礎部分は製品版と同じであり、デスクトップ内（すなわち、クライアントアプリケーションとデータベースが同一のOS環境で動作）または小規模システムでの利用を意図して提供されている。原則的に、クライアント・アクセス・ライセンス (CAL - en:Client Access License) を含めて無償、製品版同様にセキュリティ更新プログラムも無償配布される。商用システムや販売製品に組み込むことも可能である。
SQL Server の無償版は SQL Server 7.0 において MSDE (Microsoft SQL Server Desktop Engine) 1.0 としてはじめて公開され、SQLServer 2005 以降 SQL Server Express Edition または SQL Server Express と称されるようになった。

### 製品版との違い

#### リソース
主に次のリソースが制限される（バージョンによって、制限されている内容は異なる）。これらの制限を超える性能を有する環境上で動作させること自体に問題はないが、利用されるリソースは制限値（#バージョンを参照）までである。
- データベースごとのファイルサイズ[2]
- 使用される物理メモリ容量
- 使用される物理プロセッサ数または論理プロセッサ数

#### 機能
主に次の機能が使用できないか機能制限されている（バージョンによって、制限されている内容は異なる）。
- 分析サービス (Analysis Services (OLAP))
- 統合サービス (Integration Services) の一部
- 高可用性のための機能の一部（ログ配布、AlwaysOn など）
- メンテナンスプラン
- チューニングアドバイザ
- パフォーマンスレポート
- データベースメール
- プロファイラの機能の一部
- SQL SERVER エージェント

SQL Server Express Edition で作成・利用したデータベースは上位エディションでも利用することが可能である。

### 配布パッケージの種類
Express Edition は、用途に応じて複数のパッケージが配布されている。どのパッケージも無償である。
Express純粋なデータベースエンジンのみ。もっとも小型。
Express with ToolsExpress パッケージに加えて、管理・開発コンソールである SQL Server Management Studio Express が含まれる（2014 からは、製品版と同じ管理・開発コンソールとなった）。
Express with Advanced ServicesExpress with Tools パッケージに加えてレポート処理とテキスト検索機能の簡易版が含まれる（バージョンによって搭載される機能は異なっている）。

## バージョン
SQL Server 2005 Express Edition
2005年12月15日に公開された。フットプリントを小さくしたサブセットで、同じく無償の Compact Edition が存在する。
SQL Server 2008 Express
2008年8月に公開された。
SQL Server 2008 R2 Express
2010年4月に公開された。
データベース サイズの制限が緩和され、最大 4 GB から最大 10 GB まで対応した。
SQL Server 2012 Express
2012年3月6日に公開された。
リモート接続機能を省き構成を簡略化させた LocalDB 機能が追加された。
SQL Server 2014 Express
2014年4月1日（Microsoft 社 現地時間）に公開された。
SQL Server 2016 Express
2016年6月1日（Microsoft 社 現地時間）に公開された。本バージョンよりMicrosoft SQL Server Management Studioは、DB 本体のパッケージから独立、別途ダウンロードしインストールが必要になっている。
SQL Server 2017 Express
2017年9月29日（Microsoft 社 現地時間）に公開された。Linux向けも提供されるようになった。
SQL Server 2019 Express
2019年11月4日（Microsoft 社 現地時間）に公開された。
| バージョン                 | 最新SP    | リソース上限                     | リソース上限  | リソース上限 | リソース上限                                                                            |
| バージョン                 | 最新SP    | CPU                              | RAM           | DBサイズ     | 情報                                                                                    |
| -------------------------- | --------- | -------------------------------- | ------------- | ------------ | --------------------------------------------------------------------------------------- |
| MSDE 1.0 (7.0)             | (SP4)     |                                  |               |              |                                                                                         |
| MSDE 2.0 (2000)            | Release A | 2つ                              | 2GB           | 2GB          | SQL Server Express と MSDE の比較 \| Microsoft Docs                                     |
| SQL Server 2005 Express    | SP4       | 1つ                              | 1GB           | 4GB          | SQL Server Express と MSDE の比較 \| Microsoft Docs                                     |
| SQL Server 2008 Express    | SP4       | 1物理CPU                         | 1GB           | 4GB          | SQL Server 2008 の各エディションがサポートする機能 \| Microsoft Docs                    |
| SQL Server 2008 R2 Express | SP3       | 1物理CPU                         | 1GB           | 10GB         | Features Supported by the Editions of SQL Server 2008 R2 \| Microsoft Docs              |
| SQL Server 2012 Express    | SP4       | 1物理CPUまたは4コア の小さいほう | 1GB           | 10GB         | SQL Server 2012 の各エディションがサポートする機能 \| Microsoft Docs                    |
| SQL Server 2014 Express    | SP3       | 1物理CPUまたは4コア の小さいほう | 1GB           | 10GB         | 公式                                                                                    |
| SQL Server 2016 Express    | SP2       | 1物理CPUまたは4コア の小さいほう | 1.4+0.3+0.3GB | 10GB         | エディションとサポートされる機能 - SQL Server 2016 \| Microsoft Docs                    |
| SQL Server 2017 Express    | (SPなし)  | 1物理CPUまたは4コア の小さいほう | 1.4+0.3+0.3GB | 10GB         | エディションとサポートされる機能 - SQL Server 2017 \| Microsoft Docs                    |
| SQL Server 2019 Express    | (SPなし)  | 1物理CPUまたは4コア の小さいほう | 1.4+0.3+0.3GB | 10GB         | SQL Server 2019 の各エディションとサポートされている機能 - SQL Server \| Microsoft Docs |

## 関連製品
関連製品として、無償の開発環境である Microsoft Visual Studio Express が存在する。